# جو لوانو
جوزف سالواتوره لوانو (انگلیسی: Joe Lovano؛ زادهٔ ۲۹ دسامبر ۱۹۵۲) موسیقی‌دان ژانر جاز اهل ایالات متحده آمریکا است. او از سال ۱۹۷۰ میلادی تا کنون مشغول فعالیت بوده‌است و در طول حرفه خود یک جایزه گرمی کسب کرده‌است.